# Het Vrije Volk

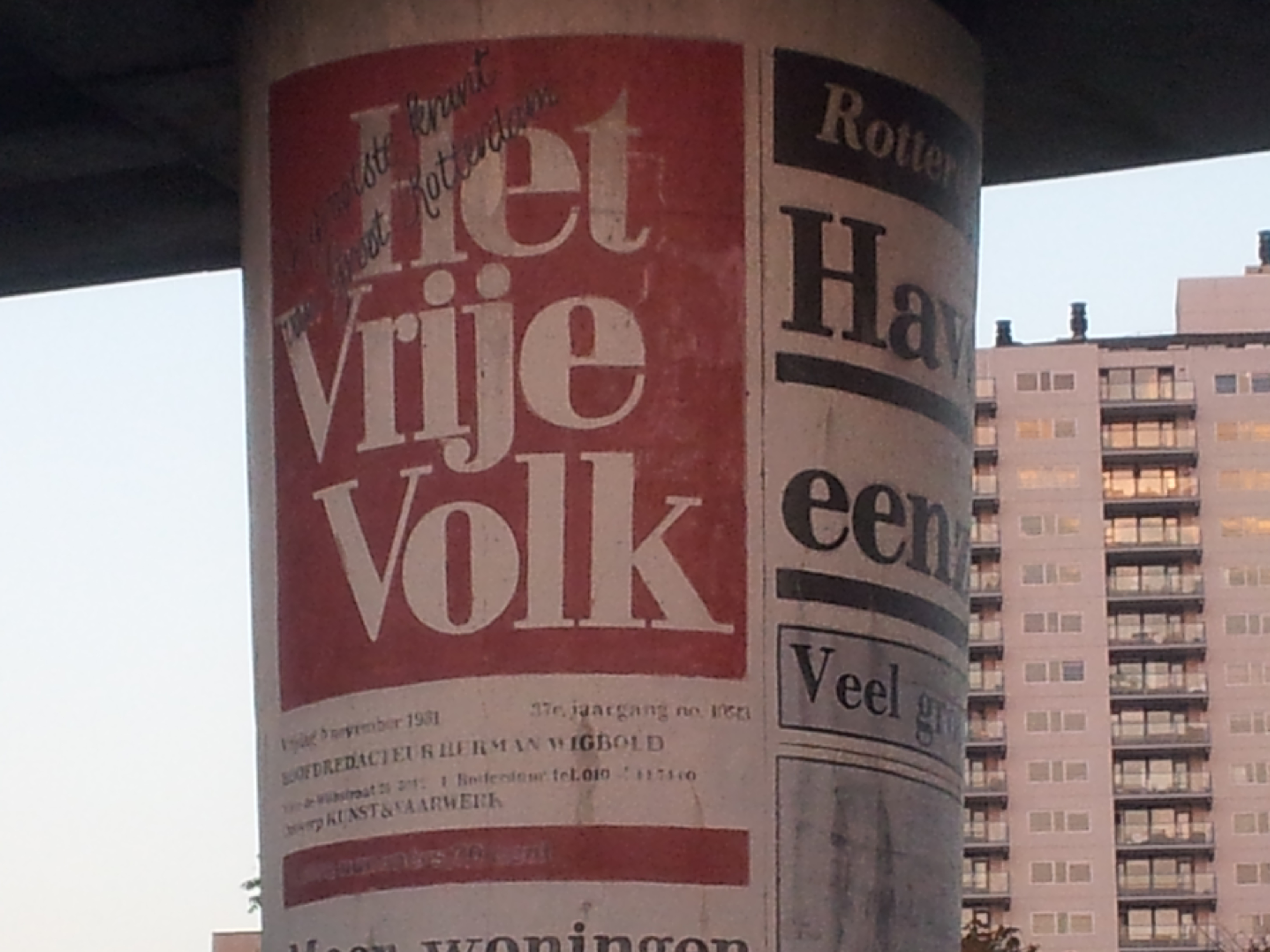
Titelseite der Het Vrije Volk auf einer Metrosäule in Rotterdam

Het Vrije Volk (dt. Das freie Volk, bis 1945 Het Volk) war eine (bis 1971 überregionale) niederländische Tageszeitung mit Redaktionssitz in Amsterdam.

## Geschichte

### VorläuferHet Volk1900–1945
Vorläufer der Zeitung war Het Volk, das seit dem 2. April 1900 als Organ der SDAP erschien. Zu den Gründungsmitgliedern gehörte auch der Dramatiker und Journalist Herman Heijermans.
Der erste Chefredakteur war Pieter Jelles Troelstra, der bereits 1903 seinen Platz räumen musste. 1928 wurde die Zeitung Teil des neuen Verlags „De Arbeiderspers“, der durch die Zusammenlegung verschiedener sozialdemokratischer Zeitungen und Druckereien entstand.
1940, während der deutschen Besatzung der Niederlande im Zweiten Weltkrieg, kam „De Arbeiderspers“ und damit die Zeitung unter die Kontrolle der niederländischen Nationalsozialisten NSB. Im März 1942 wurde eine spezielle Ausgabe für Deutschland geschaffen, um die dortigen niederländischen Arbeiter zu erreichen, sie erschien bis Ende 1944. Von Mai 1943 an gab es auch eine entsprechende Ausgabe für Frankreich, die bis Juli 1944 erschien. Im September jenes Jahres folgte gar eine „Ost“-Edition für die von den Deutschen im östlichen Kriegsschauplatz besetzten Gebiete, die im gleichen Monat wie die französische Ausgabe eingestellt wurde.

### Het Vrije Volk1945–1991
Nach dem Krieg wäre eine Fortsetzung der Zeitung unter dem alten Namen zunächst nicht möglich gewesen, da für alle Zeitungen, die nach 1942 noch erschienen waren, von der niederländischen Exilregierung für die Zeit nach der Befreiung ein vorläufiges Erscheinungsverbot ausgesprochen worden war, das, als die Niederlande tatsächlich befreit waren, dann auch für die betroffenen Zeitungen so umgesetzt wurde. Im März 1945 erschien daher der Nachfolger unter dem erweiterten Namen Het Vrije Volk erstmals von der Stadt Eindhoven aus, die zu jener Zeit zum bereits befreiten Teil der Niederlande gehörte. Im April folgten weitere Ausgaben für Enschede und Groningen, im Mai eine für Amsterdam. 1946 wurde die Redaktion der letzteren zum Hauptstandort, die anderen Redaktionen waren von da an für Lokalausgaben zuständig. Als Herausgeber firmierte wieder der Verlag „De Arbeiderspers“, der nun der SDAP Nachfolgepartei PvdA zugehörig war.
25 Jahre lang, während der gesamten Zeit in der Het Vrije Volk als überregionale Zeitung erschien, war es, abgesehen von einem kurzen Zeitraum in der Nachkriegszeit, in dem De Waarheid vorne lag, die auflagenstärkste Qualitatszeitung der Niederlande. Nachdem bereits im März 1970 der Amsterdamer Standort aufgegeben worden war, wurde zum 1. Oktober 1971 der überregionale Charakter gänzlich aufgegeben und die Umwandlung der Zeitung in eine Rotterdamer Regionalzeitung vollzogen. In den Jahren 1983–1990 wurde auch eine zusätzliche wöchentliche Ausgabe herausgegeben. 1991 fusionierte die Zeitung mit Rotterdams Nieuwsblad zur neuen Zeitung Rotterdams Dagblad, womit auch der bisherige Name verschwand. 2005 wurde Rotterdams Dagblad zusammen mit mehreren anderen Lokalzeitungen als Lokalausgabe in Algemeen Dagblad integriert, diese Ausgabe heißt nun AD Rotterdams Dagblad.

### Chefredakteure
| Klaas Voskuil  | 1945–1961 |
| Thijs van Veen | 1961–1968 |
| Eduard Messer  | 1968–1970 |
| Herman Wigbold | 1970–1987 |
| Gerard Krul    | 1987–1990 |
| Leo Pronk      | 1990–1991 |

## Auflagenentwicklung

### Het Volk
| Jahr    | 1906/ 1907 | 1912/ 1913 | 1917/ 1918 | 1924/ 1925 | 1937   | Dez. 1940 | März 1944 |
| Exempl. | 7.000      | 28.000     | 35.000     | 44.878     | 51.950 | 19.053    | 114.871   |

### Het Vrije Volk
Von 1945 bis 1970 war Het Vrije Volk trotz der seit ca. 1960 einsetzenden Verluste fast ausnahmslos die auflagenstärkste überregionale Qualitätszeitung der Niederlande. Die Zahlen von 1975 bis 1990 beziehen sich auf den darauffolgenden Charakter als Rotterdamer Regionalzeitung.
| Jahr    | 1945    | 1950    | 1955    | 1960    | 1965    | 1970    | 1975    | 1980    | 1985 (*) | 1990 (*) |
| Exempl. | 362.500 | 280.000 | 279.636 | 315.064 | 306.915 | 272.500 | 167.400 | 160.530 | 197.130  | 115.730  |

(*) Zusammen mit dem Rotterdams Nieuwsblad

## Sonstiges
Der Name der Zeitung lebt in zwei Weblogs fort. Eines davon wird von Frank van Dijl, einem ehemaligen Journalisten der Zeitung, betrieben.